# Xylorhiza (owad)
Xylorhiza – rodzaj chrząszczy z rodziny kózkowatych i podrodziny zgrzypikowych.

## Zasięg występowania
Przedstawiciele tego rodzaju występują w Azji Południowo-Wschodniej, oraz w Chinach.

## Systematyka
Do Xylorhiza należą 3 gatunki:
- Xylorhiza adusta
- Xylorhiza dohrnii
- Xylorhiza pilosipennis